# Aaigem
Aaigem is een dorp in de Belgische provincie Oost-Vlaanderen en een deelgemeente van Erpe-Mere, het was een zelfstandige gemeente tot aan de gemeentelijke herindeling van 1977.

## Geografie

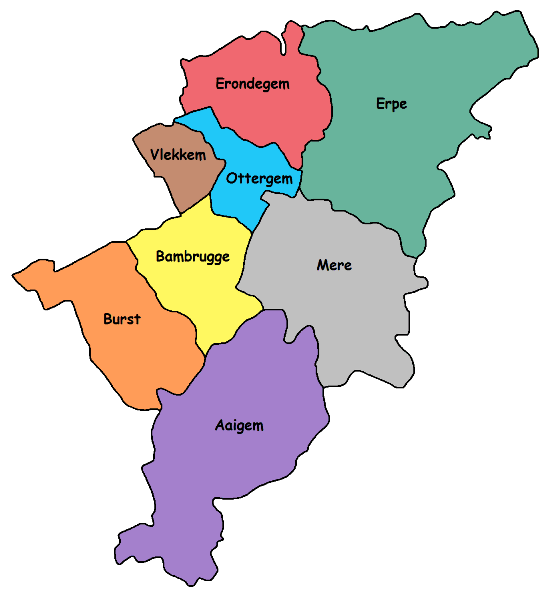
Ligging van Aaigem in Erpe-Mere

Aaigem ligt aan de noordrand van een heuvelachtig gebied, de Vlaamse Ardennen en in de Denderstreek. Het dorp ligt op de noordelijke helling van de vallei van de Molenbeek-Ter Erpenbeek, die net ten zuiden van het dorpscentrum loopt en door de lage, natte gronden weinig bebouwing kent.
De dorpskern van Aaigem ligt op ongeveer 53 m boven zeeniveau, de Molenbeek die in het dal loopt ligt op ongeveer 30 m. Het hoogste punt van Aaigem bevindt zich in Opaaigem.  De top is ongeveer 78m boven zeeniveau hoog, en is tevens het hoogste punt van de hele fusiegemeente Erpe-Mere. Het laagste punt vindt men onderaan de Gotegemberg vlak aan de Molenbeek met 27 meter. Het maximale hoogte-interval bedraagt 50 meter. In Aaigem en Heldergem (gemeente Haaltert) bevindt zich een natuurgebied Den Dotter, het gebied is heuvelachtig en wordt daardoor vaak bezocht door mountainbikers en wandelaars.

## Naam
Zoals alle Vlaamse plaatsnamen op -gem gaat ook Aaigem etymologisch terug op een Germaanse samenstelling met -haim ‘woonplaats, heem’ en een afleiding op –inga, waarbij het eerste gedeelte doorgaans als de Germaanse mannennaam Ago gereconstrueerd wordt, de naam van een verder onbekende persoon. Het geheel *Agingahaim betekende dan ‘Agingenheem, woonplaats van de volgelingen of stamleden van Ago’. Dergelijke gem-toponiemen zijn typisch voor de tijd van de Frankische landnamen in de Merovingische periode; niettemin is over Aaigem uit deze periode niets bekend en dateren de vroegste vermeldingen van de 11e eeuw.

## Geschiedenis
Mogelijk behoorde het grondgebied van Aaigem voor de invallen van de Noormannen toe aan de abdij van Sint-Pieters of Sint-Baafs in Gent. In elk geval was de kerk vanaf ca. 1100 in het bezit van de abdij van Anchin (te Pecquencourt, nabij Dowaai, Noorderdepartement in Frankrijk), die tot de Franse Revolutie veel gronden bezat in Aaigem. Hoewel landbouw tot in de 20e eeuw de voornaamste bestaansbron bleef, is er van oudsher enige industriële activiteit, waarvan de watermolens getuigen; de bescheiden 19e- en 20e-eeuwse plattelandsindustrie met onder andere een aantal melkerijen is bijna volledig verdwenen.
In de feodale periode hoorde Aaigem bij het Land van Aalst, en binnen dit gebied bij het Land van Haaltert, later ook Land van Rotselaar genoemd, naar de heren van Rotselaar die er generaties lang leenheer waren.

## Demografische ontwikkeling
- Bronnen: NIS, Opm:1831 t/m 1970= volkstellingen op 31 december; 1976= inwoneraantal op 31 december

## Bezienswaardigheden
- De Sint-Niklaas-en-Leonarduskerk is voor het grootste deel gebouwd in 1786 en verving een kleinere gotische kerk, waarvan vandaag nog de toren uit ca. 1300 rest, achter aan de kerk. De toren vormde oorspronkelijk echter de vieringstoren van de oude kerk; de aanzet van de daken van de zijbeuken en het koor zijn nog goed zichtbaar. Het 18e-eeuws gedeelte van de kerk is classicistisch en gemaakt naar plannen van architect Frans Drieghe, die ook de Sint-Christoffelkerk van Evergem bouwde.
- Als een van de weinige dorpen heeft Aaigem een bewaarde dries, die ongeveer een kilometer ten oosten van het dorp ligt in de wijk Landries. Deze dries stamt waarschijnlijk uit de middeleeuwen, werd voor het eerst vermeld in 1596 en is sinds de 18e eeuw nauwelijks veranderd.[1]

### Molens
Er waren drie watermolens op de Molenbeek-Ter Erpenbeek in Aaigem: de Engelsmolen, de Ratmolen en de Zwingelmolen. De Engelsmolen en de Ratmolen dateren de oudste vermeldingen uit de 16de eeuw. De Engelsmolen kreeg in 1870 een stoommachine en is buiten gebruik sinds 1956. Het molenhuis van de Engelsmolen wordt intussen volledig opgefrist en zal dienstdoen als woonhuis met eventueel enkele logeerkamers. In de bijgebouwen van het huis zijn paardenstallen en koetshuizen ondergebracht. De Zwingelmolen is werd destijds ook omgebouwd tot een woonhuis.
| Naam/Namen                                 | Adres               | Type                 | Beschermd | Info                                                                              |
| ------------------------------------------ | ------------------- | -------------------- | --------- | --------------------------------------------------------------------------------- |
| Engelsmolen Molen te Dalhem Molen te Dalme | Engelsmolen 1       | Bovenslag watermolen | Ja        | Ooit korenmolen, oliemolen en vlaszwingelmolen Later enkel korenmolen             |
| Ratmolen Waterrat                          | Ratmolenstraat 42   | Bovenslag watermolen | Ja        | Ooit koren- en oliemolen Later enkel korenmolen                                   |
| Zwingelmolen                               | Aaigembergstraat 10 | Bovenslag watermolen | Nee       | Ooit vlaszwingelmolen Later cichoreimolen Rad verwijderd Gerenoveerd als woonhuis |

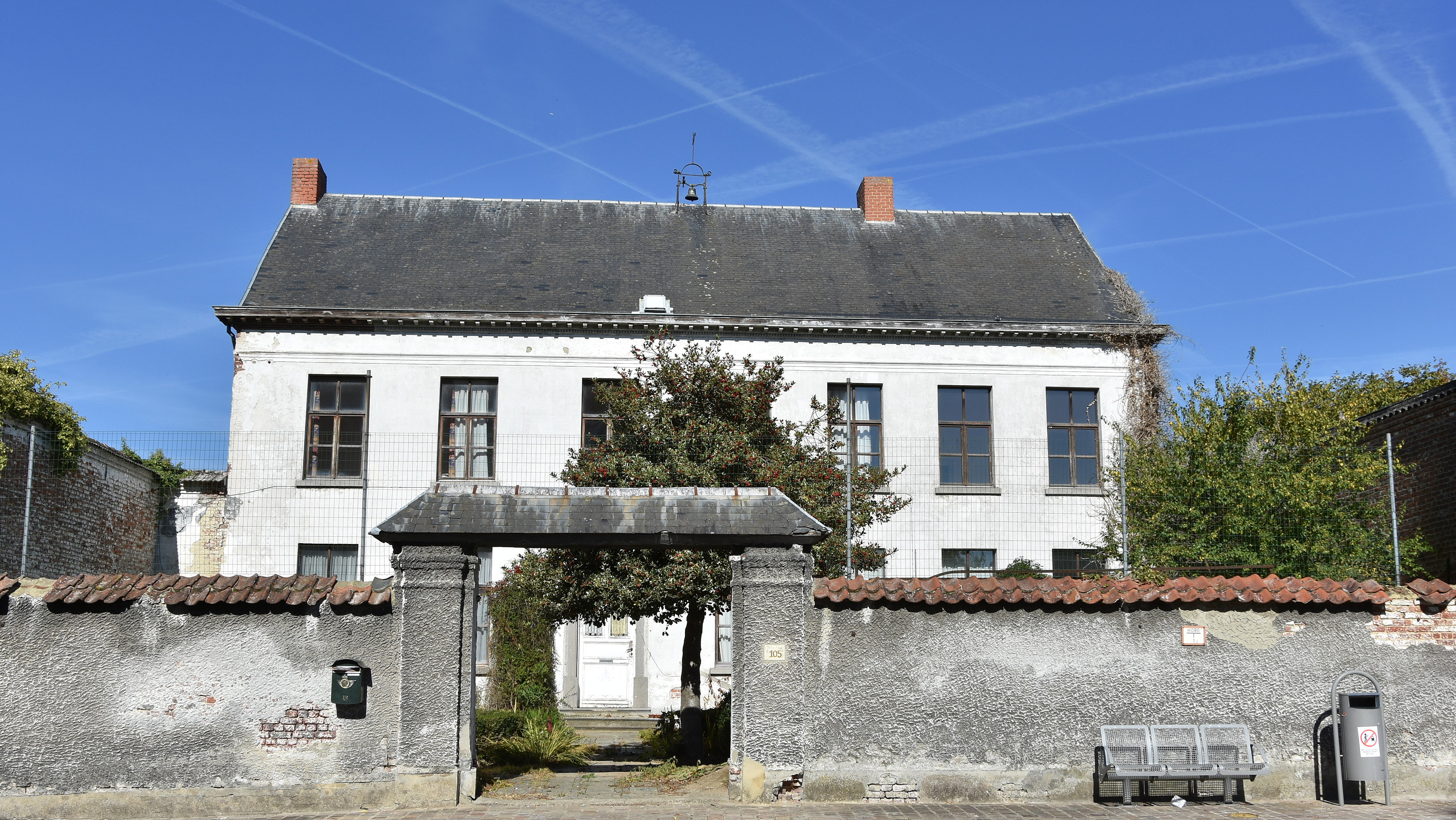
De pastorie
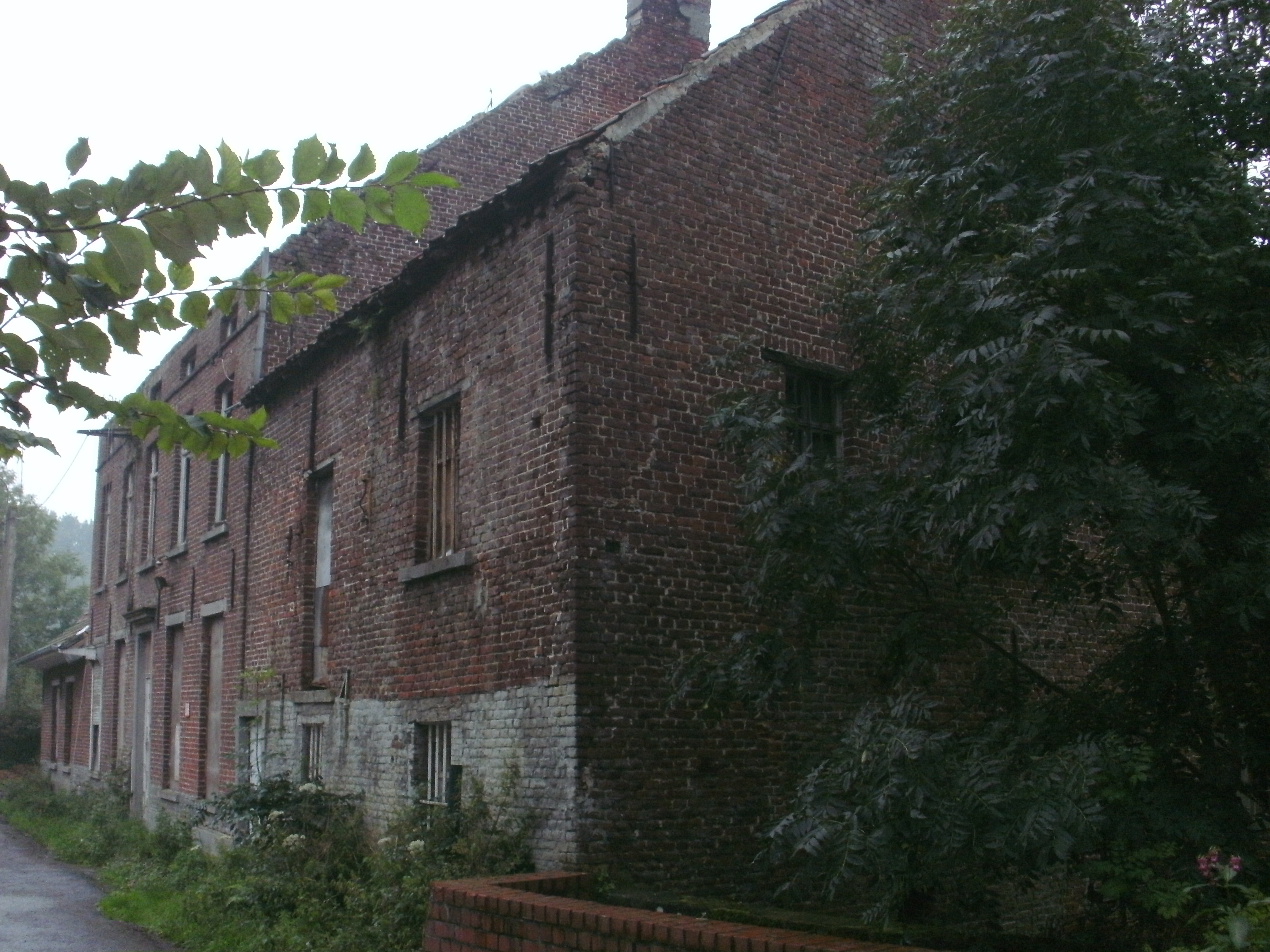
Engelsmolen
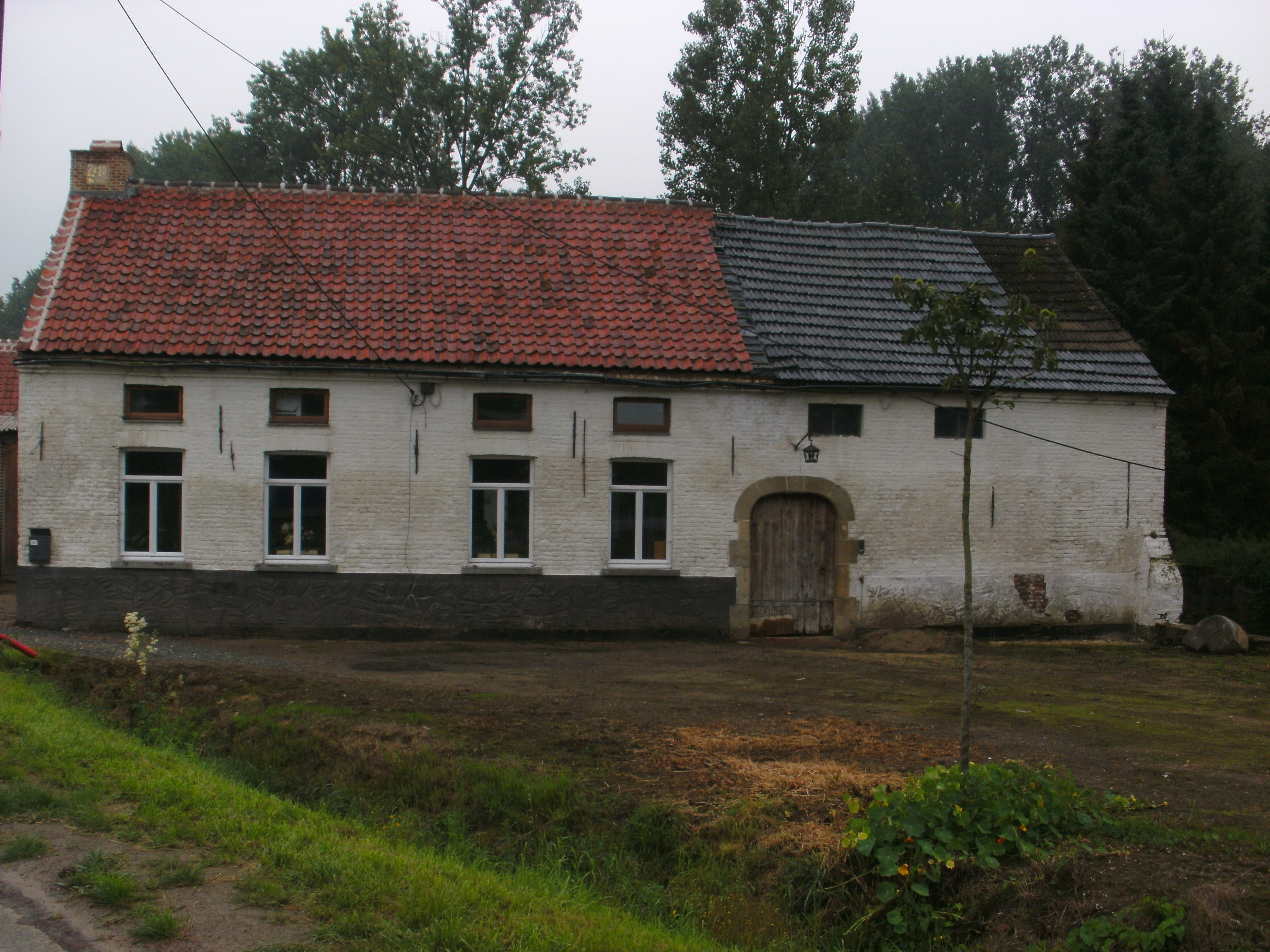
Ratmolen
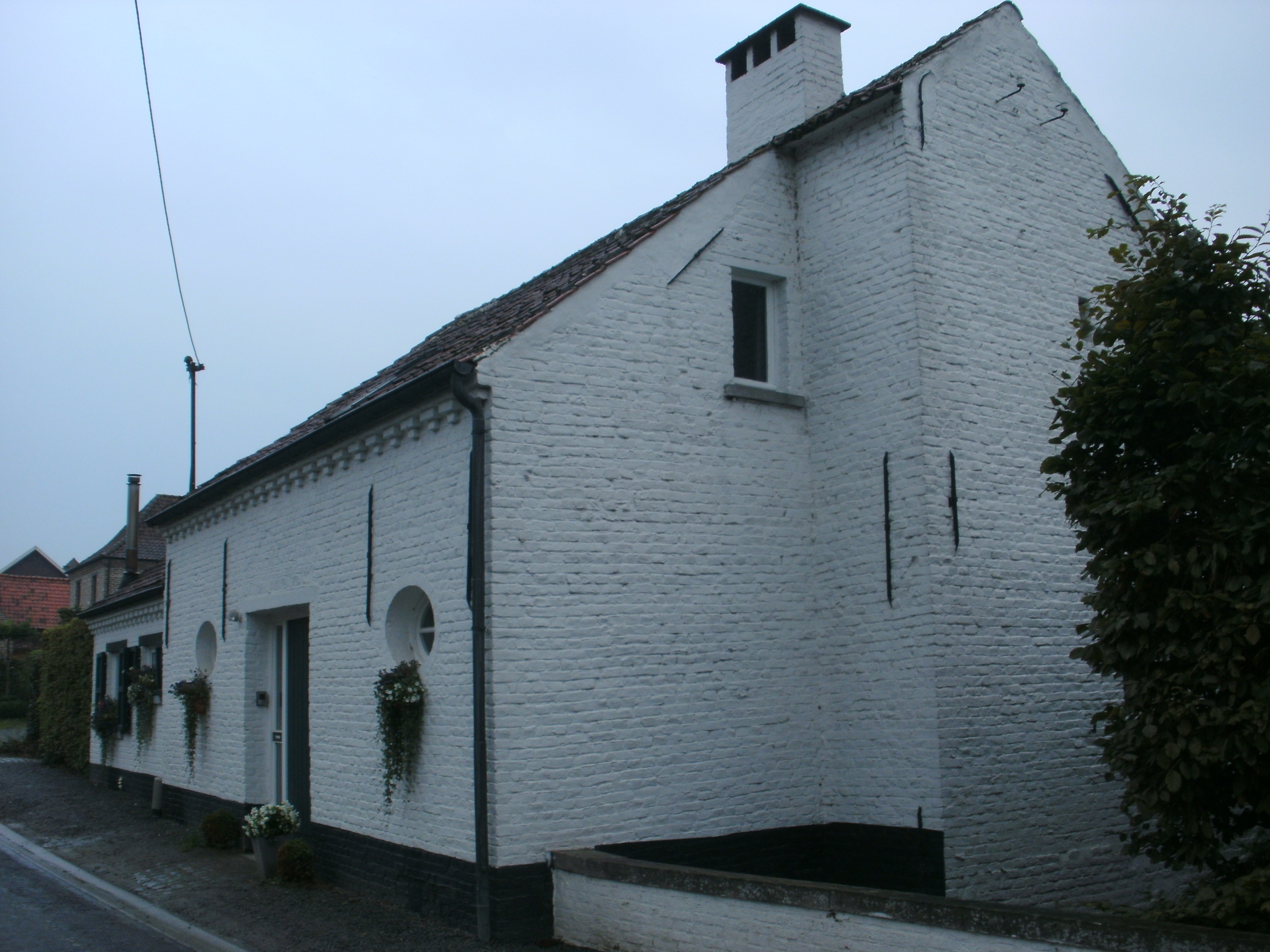
Zwingelmolen
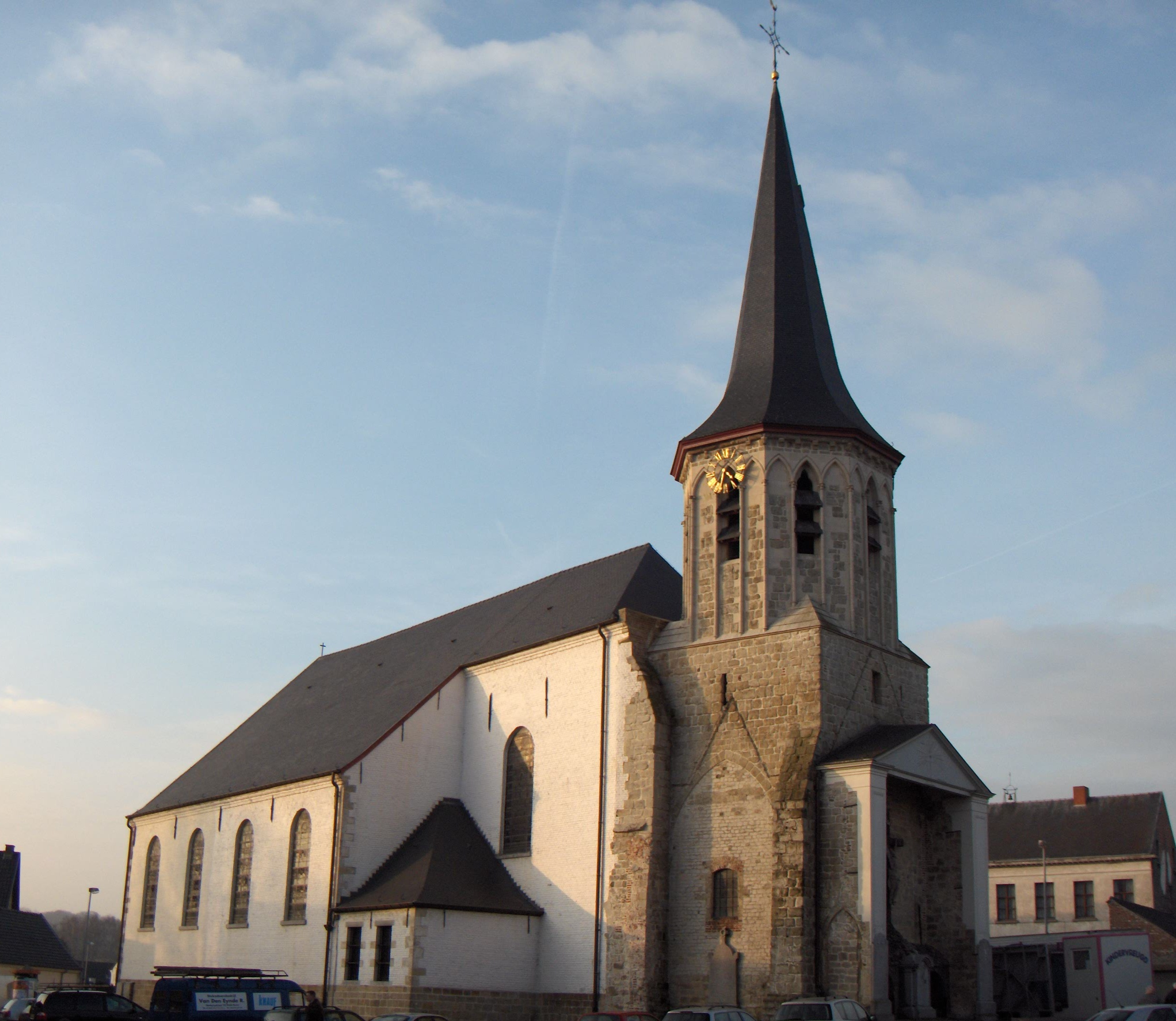
Sint-Niklaaskerk (schip uit de 18de eeuw)

## Sport
Voetbalclub SK Aaigem is aangesloten bij de Koninklijke Belgische Voetbalbond en speelt in de provinciale reeksen.

## Toerisme
Door Aaigem lopen onder meer de Molenbeekroute en de Denderroute zuid.

## Bekende personen
- Jan De Wilde, Vlaamse zanger
- Anton Cogen, acteur, speelde onder andere in Mega Mindy als commissaris Migrain

In 2018 maakten De Wanzeelse Kineasten voor Erfgoedcel Denderland video-opnames van verschillende dialecten in de Denderstreek, waaronder het Aaigems.

## Nabijgelegen kernen
Burst, Ressegem, Woubrechtegem, Heldergem, Mere
Deelgemeenten: Aaigem · Bambrugge · Burst · Erondegem · Erpe · Mere · Ottergem · Vlekkem

Gehuchten: Edixvelde (deels) · Egem

Belgische gemeenten · Arrondissement Aalst · Oost-Vlaanderen · Vlaanderen